# 広西師範大学
広西師範大学（英語: Guangxi Normal University）は、桂林市王城に本部を置く中華人民共和国の公立大学。1932年創立、1932年大学設置。
広西師範大学（こうせいしはんだいがく, 中国語：Guangxi Shifan Daxue, 英文名称：Guangxi Normal University）は中華人民共和国広西チワン族自治区桂林市に所在する総合大学である。

## 概要
広西師範大学は王城、育才、雁山の三つのキャンパスから成り立っている。2010年の在校学生3万人余り、内本科生（学部学生）1.5万人、研究生（大学院生）4,860人、長期留学生1,000人、進修生8000人余り、教職員2,180人を有する。

## 沿革
- 1932年　広西省立師範專科学校省立として創立
- 1936年　広西大学と併合
- 1942年　省立桂林師範学院と改称
- 1943年　国立桂林師範学院と改称
- 1946年　南宁に移転、国立南宁師範学院と改称
- 1950年　桂林に移転、広西大学と併合
- 1953年　広西大学を取り消し、広西師範学院を設置
- 1983年　広西師範大学と改称

## 育才キャンパス
広西師範大学は中国で最初に決められた留学生を募集する大学の一つで、留学生は桂林市内にある育才キャンパスを利用している。1980年から広く国際文化教育の交流も始めた。日本の崇城大学（熊本市池田四丁目）は2006年5月22日に、広西師範大学と、姉妹校提携の調印式を行う。姉妹校提携は今回が初めて。

## 著名学者
- 黄現璠